# Claassee
Der Claassee ist ein See in der Gemeinde Rechlin im Landkreis Mecklenburgische Seenplatte. Zwischen Ostufer und der Müritz liegt der Ortsteil Rechlin Nord. Die Nordhälfte des Sees am 170 Meter langen Stichkanal zur Müritz wird von einem Bootshafen geprägt, der „Marina Müritz“, ein Hafen mit etwa 350 Liegeplätzen und Teil des Hafendorfs Müritz mit umfangreicher touristischer Infrastruktur. Am Westufer des Sees stehen zahlreiche Bootshäuser. Der See hat eine Nord-Süd-Ausdehnung von etwa 680 Metern und eine West-Ost-Ausdehnung von etwa 150 Metern.

## Fischvorkommen
Folgende Fischarten kommen im Claassee vor: Aal, Barsch, Brassen, Hecht, Karpfen, Rotauge, Schleie.